# Президент Тинвальда
Президент Тинвальда (мэн. Eaghtyrane Tinvaal, англ. President of Tynwald) — председатель Тинвальда и законодательного совета, избираемый членами Тинвальда.
Председатель остаётся беспристрастным, но в случае равных голосов в законодательном совете имеет решающий голос. Президент санкционирует порядок проведения заседаний, отвечает за контроль проведения процедуры заседания Тинвальда и за достоверное толкование его регламента. В основном это отражается в кабинете спикера палаты ключей.
До 1990 года этот пост занимал ex officio лейтенант-губернатор. В настоящее время эта должность объединена с президентом законодательного совета.

## Список президентов Тинвальда
- Лейтенант-губернатор острова Мэн (до 1990 года)
- Чарльз Керриш (1990—2000)
- Ноэль Крингл (2000—2011)
- Клэр Кристиан (2011—2016)
- Стивен Родан (2016—2021)
- Лоуренс Скелли (2021—настоящее время)